# Lisa's Rival
"Lisa's Rival" är det andra avsnittet från säsong sex av Simpsons och sändes på Fox i USA den 11 september 1994. Avsnittet var det första som skrev av Mike Scully efter en idé av Conan O’Brien och  George Meyer och regisserades av Mark Kirkland. Winona Ryder gästskådespelar som Allison Taylor, en ny student på Springfield Elementary School som Lisa Simpson blir avundsjuk på för att hon är yngre, smartare och bättre på saxofon än Lisa. Homer börjar under tiden att sälja socker. Avsnittet tog längre tid att göra då produktionen utsattes för en jordbävning i Northridge.

## Handling
Lisa övar sin på saxofon och alla i familjen blir irriterade på att hon gör det. Nästa dag i skolan känner hon sig hotad som klassens bästa elev efter att Allison Taylor börjat i hennes klass. Lisa upptäcker att förutom att Allison är smart, är hon ett år yngre och spelar saxofon. Homer börjar stjäla socker från en krockad lastbil som Hans Moleman körde medan han var ute och ringde efter en bärgare.
Lisa ber Marge att bli uppflyttad en klass som Allison, men hon tycker att skolan får bestämma sånt. De båda gör en audition som första saxofonist inför skolkonserten, som slutar med en duell där Lisa svimmar. Lisa tappar rollen som skolans nörd. Mobbarna börjar ge på sig Allison istället och hon saknar det. Homer bestämmer sig för att börja som dörrförsäljare av socker, men det går dåligt då ingen köper det. Lisa åker hem till Allison för att leka där, men hon irriterar sig istället på hennes pappa som inte upptäcker Lisas intellekt, utan behandlar henne som ett småbarn. Inför skolans årliga dioramautställning tänker Allison gestalta en scen från Det skvallrande hjärtat och Lisa inser att hon måste göra ett bättre diorama än Allison. Homer får besök av en svärm bin som börjar äta upp hans socker. Lisa försöker göra ett diorama från Oliver Twist men den går sönder istället. Bina som äter Homers socker tillhör en biodlingen. Ägarna till bina vill köpa sockret av Homer för 2000 dollar, men det börjar regna och sockret smälter och bina åker tillbaka till sin odling, vilket avblåser affären. Homer inser att han hade för mycket socker och varför Gud delar upp det i små paket.
Lisa tar hjälp av Bart som gömmer Allisons diorama och ersätter det med ett kohjärta. Lisa får dåligt samvete då hon ser att Allison är ledsen, då någon bytt ut hennes diorama, så Lisa "hittar" hennes riktiga diorama och det ställs ut. Juryn ger däremot inte första pris till varken Lisa eller Allison, vilket förvånar dem båda, utan till Ralph Wiggum, som ställer ut Star Wars-samlarfigurer i originalkartonger. De båda blir vänner och bestämmer sig för att leka med Ralph, som är glad över att han slog de smarta tjejerna.

## Produktion
Produktionen av avsnittet blev berördes av jordbävningen i Northridge under 1994, tillsammans med "Bart of Darkness". Film Romans byggnad som personal använde var tvungen att repareas och de fick under ett år jobba i tillfälliga lokaler vilket gjorde att många av animatörerna fick arbeta hemma. Dagen efter jordbävningen var bara Bill Oakley och Josh Weinstein på arbetsplatsen. Produktionen av avsnittet stördes i sex månader och omkring en månadsarbete försvann.
Avsnittet skrevs av Mike Scully efter en idé av Conan O'Brien innan han lämnade serien. O'Brien vill ha ett avsnitt om en rival till Lisa, resten av handlingen skrev Scully med de andra manusförfattarna. Det var första avsnittet som Scully skrev för serien. Winona Ryder gästskådespelar som Allison Taylor. Ryder är ett fan av serien och gillas av många i produktionen. Namnet på hennes rollfigur är från Scullys döttrar, Allison och Taylor. Idén att Homer skulle hålla på med socker var en idé av George Meyer. David Silverman animerade scenerna efter fått höra på röstinspelningen.

## Kulturella referenser
Scenen då FBI är efter Milhouse är det en referens till Jagad. Homer tal om sockret är en referens till Scarface. När sockret smälter är det en referens till Trollkarlen från Oz. Ralphs samlarfigurer är Luke Skywalker, Obi-Wan Kenobi och Chewbacca. Gömstället av Allisons diorama är en referens till "Det skvallrande hjärtat". Biodlaren som spelas av Hank Azaria valde att låta honom att låta som Adam Wests skildring av Batman. Lisa drömmer att hon är med i världens nästa band som förutom henne består av Art Garfunkel, John Oates och Jim Messina.

## Mottagande
Avsnittet hamnade på plats 23 över mest sedda program under veckan med en Nielsen ratings på 9.9 och var det tredje mest sedda programmet på Fox under veckan. Under 2008 Entertainment Weekly var Winona Ryder med en av de 16 bästa gästskådespelarna i seriens historia IGN placerde henne på sjätte plats över de 25 bästa gästskådespelarna. De gillar mest Ralphs repliker i avsnittet. Warren Martyn och Adrian Wood har i I Can't Believe It's a Bigger and Better Updated Unofficial Simpsons Guide skrivit att trots det är en Lisa-avsnittet är det Ralph Wiggum som stjäl showen med tre irrelevanta svar, särskilt de som rör hans katt andedräkt. De gillar scenerna mellan Simpson-syskonen, speciellt Barts idé att spruta ner henne med vatten.